# Barcelona Open Banco Sabadell 2017
Barcelona Open Banco Sabadell 2017, známý také pod jménem Torneo Godó 2017, byl tenisový turnaj pořádaný jako součást mužského okruhu ATP World Tour, který se hrál v areálu Real Club de Tenis Barcelona na otevřených antukových dvorcích. Konal se mezi 24. až 30. dubnem 2017 v katalánské metropoli Barceloně jako šedesátý pátý ročník turnaje.
Turnaj s rozpočtem 2 640 340 eur patřil do kategorie ATP World Tour 500. Nejvýše nasazeným v singlové soutěži se stal první hráč světa Andy Murray ze Spojeného království. Jako poslední přímý účastník hlavní singlové soutěže nastoupil španělský 89. hráč žebříčku Guillermo García-López.
Singlový titul získal Španěl Rafael Nadal, jenž vyrovnal svůj týden starý rekord otevřené éry, když na barcelonském turnaji triumfoval podesáté. Stejný počet trofejí dosáhl také výhrou na Monte-Carlo Rolex Masters 2017. Mezi ženami dosáhla minimálně na deset trofejí z jediného turnaje pouze Martina Navrátilová. Rekordní zápis historie navýšil i padesátým prvním triumfem z antuky. Deblovou trofej si odvezl rumunsko-pákistánský pár Florin Mergea a Ajsám Kúreší, pro něž se jednalo o premiérovou společnou trofej.

## Rozdělení bodů a finančních odměn

### Rozdělení bodů
| Soutěž  | vítězové | finalisté | semifinalisté | čtvrtfinalisté | 16 v kole | 32 v kole | 64 v kole | Q  | Q2 | Q1 |
| ------- | -------- | --------- | ------------- | -------------- | --------- | --------- | --------- | -- | -- | -- |
| dvouhra | 500      | 300       | 180           | 90             | 45        | 20        | 0         | 10 | 4  | 0  |
| čtyřhra | 500      | 300       | 180           | 90             | 0         | —         | —         | —  | —  | —  |

### Finanční odměny
| Soutěž                              | vítězové | finalisté | semifinalisté | čtvrtfinalisté | 16 v kole | 32 v kole | 64 v kole | Q2     | Q1   |
| ----------------------------------- | -------- | --------- | ------------- | -------------- | --------- | --------- | --------- | ------ | ---- |
| dvouhra                             | €464 260 | €227 585  | €114 540      | €58 245        | €30 250   | €15 955   | €8 615    | €1 910 | €975 |
| čtyřhra                             | €150 780 | €73 820   | €37 030       | €19 000        | €9 830    | —         | —         | —      | —    |
| částka ve čtyřhře je uvedena na pár |          |           |               |                |           |           |           |        |      |

## Mužská dvouhra

### Nasazení
| Stát                          | Hráč                  | ATP | Nasazení |
| ----------------------------- | --------------------- | --- | -------- |
| Spojené království            | Andy Murray           | 1.  | 1.       |
| Japonsko                      | Kei Nišikori          | 5.  | 2.       |
| Španělsko                     | Rafael Nadal          | 7.  | 3.       |
| Rakousko                      | Dominic Thiem         | 9.  | 4.       |
| Belgie                        | David Goffin          | 13. | 5.       |
| Španělsko                     | Roberto Bautista Agut | 18. | 6.       |
| Španělsko                     | Pablo Carreño Busta   | 19. | 7.       |
| Německo                       | Alexander Zverev      | 20. | 8.       |
| Francie                       | Richard Gasquet       | 22. | 9.       |
| Španělsko                     | Albert Ramos-Viñolas  | 24. | 10.      |
| Uruguay                       | Pablo Cuevas          | 27. | 11.      |
| Německo                       | Philipp Kohlschreiber | 30. | 12.      |
| Španělsko                     | David Ferrer          | 33. | 13.      |
| Německo                       | Mischa Zverev         | 35. | 14.      |
| Portugalsko                   | João Sousa            | 36. | 15.      |
| Španělsko                     | Feliciano López       | 39. | 16.      |
| Francie                       | Benoît Paire          | 40. | 17.      |
| Žebříček ATP k 17. dubnu 2017 |                       |     |          |

### Jiné formy účasti
Následující hráči obdrželi divokou kartu do hlavní soutěže:
- Albert Montañés
- Andy Murray
- Tommy Robredo
- Mikael Ymer
- Alexander Zverev

Následující hráči postoupili z kvalifikace:
- Čong Hjon
- Taró Daniel
- Steven Diez
- Santiago Giraldo
- Thiago Monteiro
- Casper Ruud

Následující hráč postoupil jako tzv. šťastný poražený:
- Júiči Sugita

### Odhlášení
před zahájením turnaje
- Tomáš Berdych → nahradil jej  Renzo Olivo
- Kei Nišikori (poranění zápěstí) → nahradil jej  Júiči Sugita
- Jošihito Nišioka → nahradil jej  Dustin Brown
- Donald Young → nahradil jej  Radu Albot

## Mužská čtyřhra

### Nasazení
| Stát                                                                                   | Hráč            | Stát      | Hráč              | ATP | Nasazení |
| -------------------------------------------------------------------------------------- | --------------- | --------- | ----------------- | --- | -------- |
| Finsko                                                                                 | Henri Kontinen  | Austrálie | John Peers        | 3.  | 1.       |
| Spojené království                                                                     | Jamie Murray    | Brazílie  | Bruno Soares      | 15. | 2.       |
| Chorvatsko                                                                             | Ivan Dodig      | Španělsko | Marcel Granollers | 27. | 3.       |
| Španělsko                                                                              | Feliciano López | Španělsko | Marc López        | 31. | 4.       |
| Žebříček ATP k 17. dubnu 2017; číslo je součtem žebříčkového postavení obou členů páru |                 |           |                   |     |          |

### Jiné formy účasti
Následující páry obdržely divokou kartu do hlavní soutěže:
- Pablo Carreño Busta /  Juan Carlos Ferrero
- Jaume Munar /  Albert Ramos-Viñolas

Následující pár postoupil z kvalifikace:
- Marcus Daniell /  Marcelo Demoliner

## Přehled finále

### Mužská dvouhra
- Rafael Nadal vs.  Dominic Thiem, 6–4, 6–1

### Mužská čtyřhra
- Florin Mergea /  Ajsám Kúreší vs.  Philipp Petzschner /  Alexander Peya, 6–4, 6–3